# Argônio-36
Argônio-36 é um dos três isótopos estáveis de argônio, com 36 prótons e 18 nêutrons. Possui uma massa atômica de 35,96754552.